# Gorgodera amplicava
Gorgodera amplicava är en plattmaskart. Gorgodera amplicava ingår i släktet Gorgodera och familjen Gorgoderidae. Inga underarter finns listade i Catalogue of Life.